# Центральное Тапанули
Центральное Тапанули (индон. Tapanuli Tengah) — округ в провинции Северная Суматра. Административный центр — населённый пункт Пандан.

## Население
Согласно оценке 2010 года, на территории округа проживало 310 962 человек.

## Административное деление
Округ делится на следующие районы:
- Андам-Деви
- Бадири
- Барус
- Барус-Утара
- Коланг
- Лумут
- Мандуамас
- Сибабангун
- Пандан
- Пасарибу Тобинг
- Пинангсори
- Сарудик
- Сирандорунг
- Ситахуис
- Соркам
- Соркам-Барат
- Сосоргадонг
- Сука-Бангун
- Тапиан-Наули
- Тукка